# Oldalsó geniculatus mag

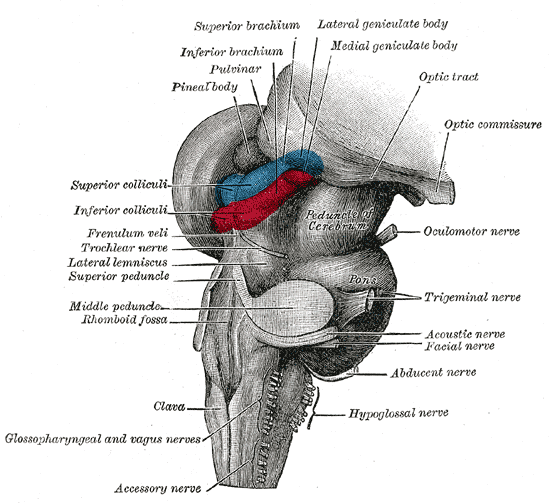
Piros-kék színben az oldalsó geniculatus mag figyelhető meg

Az oldalsó geniculatus mag (corpus geniculatum laterale, CGL; vagy nucleus geniculatus lateralis, LGN) a talamuszban található réteges szerkezetű sejtcsoportosulás, mely fontos szerepet játszik a vizuális információ-feldolgozó rendszerek – hol-rendszer és mi-rendszer – megfelelő működésében. Átkapcsoló állomás a retina és az elsődleges látókéreg között.

## Szerkezete
Az oldalsó geniculatus mag mindkét agyféltekében megtalálható. Embernél hat, egymás felett elhelyezkedő rétegből áll. Lentről felfelé haladva az első és második réteg nagyobb sejtekből áll, innen ered a nagysejtes (magnocelluláris) elnevezés, míg az e fölött elhelyezkedő kisebb sejtek alkotják a kissejtes (parvocelluláris) réteget (3-6. réteg). A nagysejtes réteg bemenetét az M típusú retinális ganglionsejtek adják, a P sejtek pedig a kissejtes réteget látják el információval.

### Keresztezett / nem keresztezett rostok
A retina ganglionsejtjeinek axonjai képezik a szem látóidegét (nervus opticus). A két szemből induló látóidegek a látóideg-kereszteződésben (chiasma opticum) találkoznak. Azok a rostok, melyek a szemek nazális retináiból jönnek, átkereszteződnek, majd keresztezett, más néven kontralaterális rostként az agy ellenoldali részéhez futnak. Ezzel szemben a szem temporális retinájából eredő rostok nem kereszteződnek át, az agy azonos oldalán haladnak tovább – ezeket nem keresztezett vagy ipszilaterális rostoknak nevezzük.
Mindez azért fontos, mert a keresztezett rostok az LG első, negyedik és hatodik rétegében található sejtekhez, a nem keresztezett rostok pedig a második, harmadik és ötödik réteg sejtjeihez kapcsolódnak. 

### Rétegek belső szerkezete
Mind a hat réteg a retina egy-egy területét képviseli, méghozzá úgy, hogy azok a rostok, melyek a retina szomszédos területéről szállítanak információt, az LG-ben is szomszédos sejtekhez kapcsolódnak.  A rétegeken belüli olyan szabályos képviseletet, mely megőrzi a retina topográfáját, retinotopikus térképnek nevezzük. Minden rétegnek saját térképe van.

### Sejtek
Az LG sejtjei a retinális ganglionsejtekhez hasonlóan kör alakú receptív mezővel rendelkeznek, melyek központi és környéki részre oszthatók. Különbségként megemlíthetjük, hogy az LG-ben a receptív mező környéki része érzékenyebb a megvilágításbeli eltérésekre, így fokozottabb gátlást fejt ki a központra. Az LG-beli sejtek funkciói közé tartozik az élek azonosítása.
- Magnocelluláris sejtek (1 – 2. réteg)

A magnocelluláris sejtek receptív mezője kétszerese, sőt háromszorosa is lehet a parvocelluláris réteg sejtjeinek, így az információt sokkal elnagyoltabban elemzik. A sejtek válasza a receptív mező központi-környéki részének megvilágításbeli különbségétől függ, melyet a szín egyáltalán nem befolyásol. A sejtek további jellemzője, hogy a receptív mezőn belüli hirtelen intenzitásváltozásra élénk reakciót mutatnak.
- Parvocelluláris sejtek (3 – 4. réteg)

Mivel ezek a sejtek kis receptív mezővel rendelkeznek, aprólékosan elemzik a téri információt. A színnek fontos szerepe van a sejtek válaszában: jól reagálnak például akkor, ha a receptív mezőjük központját vörös színű fénnyel világítjuk meg. Amennyiben a környéki részt más színű fény éri – például zöld –, a sejt aktivitása gátlódik. Ennek fényében kijelenthető, hogy a parvocelluláris sejtek színopponensek, azaz az ellentétes színekre sajátos választ adnak. A receptív mezőn belüli gyors intenzitásváltozásokra viszont nem reagálnak.  

## További bemenetei
Az LG a retina mellett a retikuláris aktiválórendszertől és a látókéregtől is kap bemenetet. Livingstone és Hubel (1981) kimutatta, ha egy állat álmos, akkor az LG-beli sejtek aktivitásszintje alacsony, mely összefüggésben áll azzal, hogy a retikuláris aktiválórendszer irányítja az általános aktivációs szintet, így az éberséget is.
Az LG és a látókéreg kölcsönösen hatnak egymásra: az LG információt küld a látókéreghez, majd az válaszol az LG-nek (visszacsatolási hurok).